# Marinare

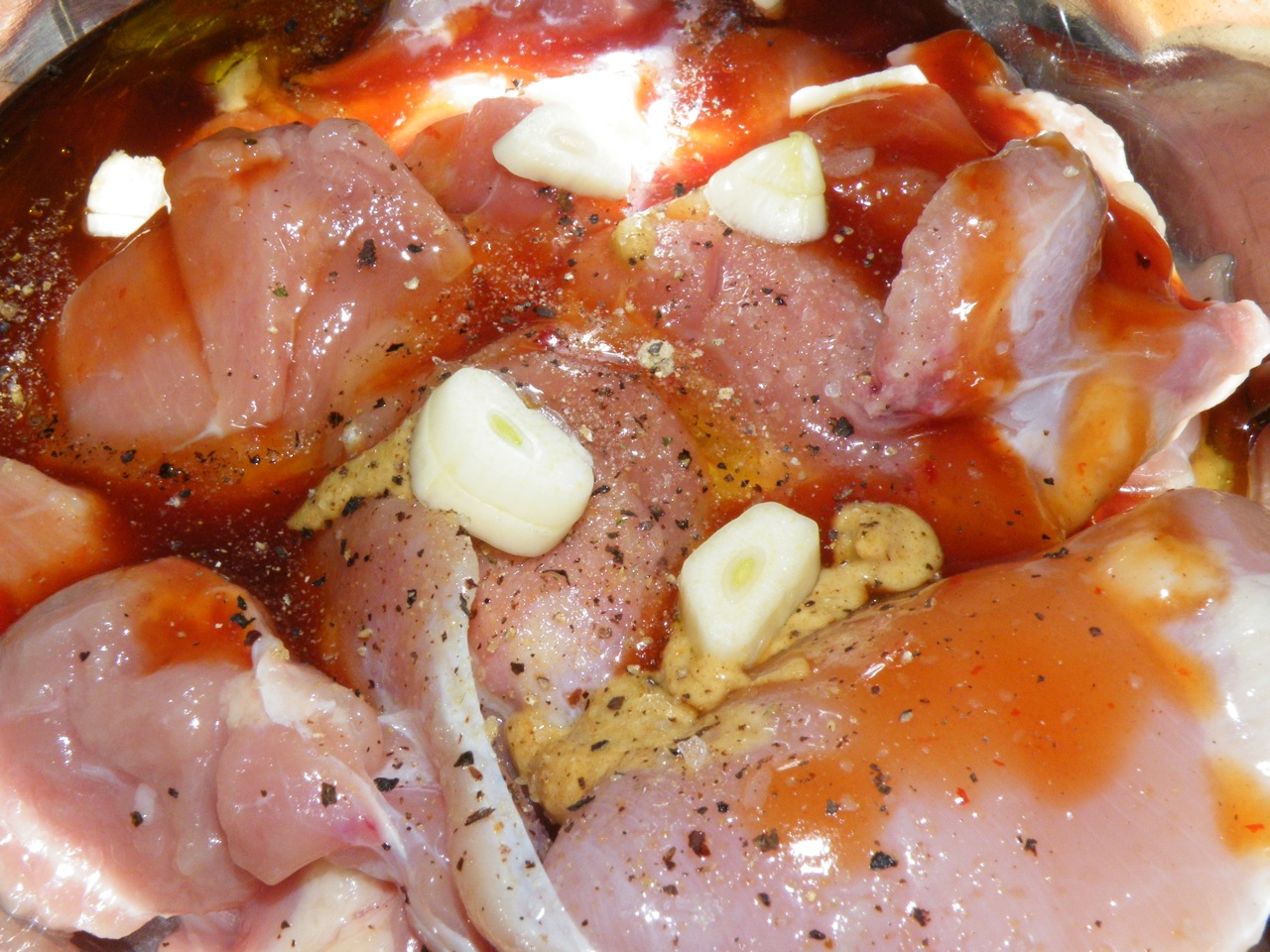
Pui la marinat

Marinarea este procesul de îmbibare a alimentelor într-un sos condimentat, de multe ori acid, lichid înainte de preparare. Originea cuvântului se referă la utilizarea de saramură (aqua marina) în procesul de „murare”, care a condus la tehnica de a adăuga aroma prin imersie în lichid. Lichidul în cauză, 'sosul', poate fi acid (realizat cu ingrediente, cum ar fi oțet, lămâie, suc sau vin) sau enzimatic (realizat cu ingrediente, cum ar fi ananas, papaya sau ghimbir). În plus față de aceste ingrediente, o marinată de multe ori conține uleiuri, ierburi și condimente în completarea aromei.
Acesta este de obicei folosit pentru a aroma alimente și pentru a frăgezi carnea. Procesul poate dura câteva secunde sau câteva zile. Diferite marinate sunt utilizate în diferite preparate. De exemplu, în bucătăria Indiană sosul se prepară de obicei cu un amestec de condimente.

## Îmbibarea țesutului

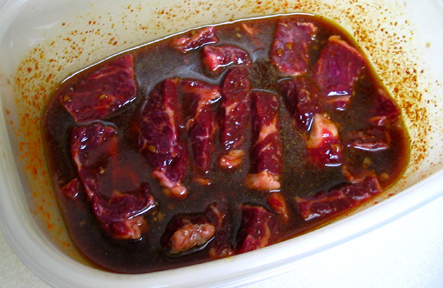
Carne de vită marinată pentru un grătar coreean

În cărnuri, acidul determină țesutul să se desprindă prin îmbibare, care permite ca mai multă umiditate să fie absorbită și rezultată un produs final suculent; cu toate acestea, prea mult acid poate fi dăunător pentru produsul final. Un sos bun are un echilibru de acid, ulei și condimente.
De multe ori confundat cu marinarea este macerarea, o formă similară de preparare a produselor alimentare.